# ويليام زد. ديفيس
ويليام زد. ديفيس (بالإنجليزية: William Z. Davis)‏ هو محامي وقاضي أمريكي، ولد في 10 يونيو 1839 في Lloydsville, Ohio ‏ في الولايات المتحدة، وتوفي في 17 ديسمبر 1923 في كولومبوس في الولايات المتحدة.